# Paviljon Jeka
Paviljon Jeka, poznat i kao Latern-tempel, je drveni paviljon s lanternom na obali Prvog jezera u parku Maksimir.

## Povijest
Sagrađen je oko 1840. godine prema nacrtu Franza Schüchta i danas je jedini sačuvani maksimirski paviljon. Javna ustanova »Maksimir« je obnovila paviljon 2001. godine.

## Opis
Podnožje mu je u obliku dvanaesterokuta, popločano kamenom. Pročelja su rastvorena lučnim otvorima i prvotno s četiri, a danas dva vratna otvora. Na bridovima su tročetvrtinski stupovi prvotno s kapitelima detaljiranim palmetama, koji nose profilirano gređe. Lanternu s dvanaest stupića natkriva plitki limeni krović iz kojeg izrasta šiljak s jabukom. Na podnožju su kamene stranice, probijene s 10 polukružnih prozora i 2 ulaza.
Simboličko značenje paviljona je posveta gorskoj Nimfi. Paviljon je izgrađen u čast božici Eho, pa uspješno odbija zvukove, po čemu je i dobio ime.

## Zaštita
Paviljon Jeka je zaštićeno kulturno dobro.

## Vanjske poveznice
|  | Zajednički poslužitelj ima još gradiva o temi Paviljon Jeka |